# Trilogia degli Illuminati
La Trilogia degli Illuminati (The Illuminatus! Trilogy o anche Illuminatus!) è una trilogia di romanzi scritti da Robert Shea e Robert Anton Wilson originalmente pubblicati a partire dal 1975, riuniti nel 1984 in un'unica opera omnia dalla casa editrice Dell Publishing. La trilogia è composta dai romanzi L'occhio nella piramide (The Eye in the Pyramid), La mela dorata (The Golden Apple) e Leviatano (Leviathan).
Si tratta di un'avventura satirica, postmoderna e fantascientifica che ruota intorno alla battaglia fra l'organizzazione segreta degli Illuminati, che aspira al dominio del mondo, e i Discordianisti.
Gli autori dell'opera avrebbero successivamente scritto altre opere ispirate a tematiche correlate a quelle della trilogia, ma nessuna di esse si può considerare un suo sequel diretto.

## Trama
L'opera inizia con un'indagine di due detective di New York (Saul Goodman e Barney Muldoon), sul bombardamento della sede di Confrontation, una rivista favorevole alla politica di sinistra, e sulla scomparsa del suo editore Joe Malik. Scoprendo le investigazioni fatte dalla rivista riguardo all'assassinio di John F. Kennedy, Robert Kennedy e Martin Luther King Jr., i due si accorgono che vi è il coinvolgimento di potentissime società segrete. Intanto, il reporter della rivista, George Dorn, viene arrestato per possesso di droga. Durante la sua incarcerazione, in cui viene torturato psicologicamente, la prigione viene bombardata dai Discordianisti che lo soccorrono. Essi sono guidati da Hagbard Céline: l'enigmatico capitano di un sottomarino dorato. Egli, che è divenuto simbolo della battaglia dei Discordianisti contro gli Illuminati, l'organizzazione cospirativa che controlla segretamente il pianeta, finanzia le sue operazioni contrabbandando droghe.
La trama prosegue descrivendo altre vicende che avvengono in altri luoghi della terra, quali Las Vegas (dove viene rilasciato accidentalmente un pericolosissimo antrace epidemico sviluppato dal governo statunitense), Atlantide (dove Howard, una focena parlante, e il suo esercito di cetacei aiutano Hagbard a combattere contro gli Illuminati), Chicago (dove viene riportata la morte di un personaggio che ricorda lo storico omicida John Dillinger) e l'isola di "Fernando Poo" (il luogo dove avverrà, in un prossimo futuro, la prossima guerra fredda fra Russia, Cina e Stati Uniti).
Successivamente appare l'American Medical Association (nota anche come AMA), un perfido gruppo rock che aspira, tramite un sacrificio umano di massa, a raccogliere "energia vitale" da donare a pochi iniziati (includenti Adolf Hitler) che bramano la vita eterna. Composti dai fratelli Wilhelm, Wolfgang, Wininfred e Werner, gli AMA sono quattro dei cinque membri di un misterioso ordine detto degli Illuminati Primi. Essi organizzano il primo "Festival di Woodstock Europeo" a Ingolstadt, in Baviera, dove sperano, tramite un sacrificio umano di massa, di risvegliare le truppe naziste ibernate sul fondo del vicino lago Totenkopf. Il complotto fallisce quando, grazie all'aiuto di un'incarnazione della dea Eris, i quattro vengono uccisi: Wilhelm viene trucidato dalla divinità aliena Yog-Sothoth, Wolfgang muore per mano di John Dillinger, Wininfred viene aggredito da alcune focene, mentre Werner muore annegato.
I protagonisti, ora riuniti a bordo del sottomarino di Hagbard, vengono minacciati dal Leviatano, un antichissimo e gigantesco mostro marino dalla forma piramidale. Il pericolo viene neutralizzato quando i personaggi decidono di donare alla creatura il computer di bordo in modo che possa comunicare e alleviare così la sua solitudine. L'opera si conclude con la scoperta che uno dei personaggi nel sottomarino è il quinto membro degli Illuminati Primi.

## I temi trattati

Una raffigurazione stilizzata dell'Occhio della Provvidenza

La trama della trilogia è incentrata sui pensieri, le allucinazioni e i monologhi interiori (reali o immaginari) dei suoi personaggi, e descritta tramite i loro dialoghi (fra loro contraddittori e spesso inattendibili). I temi spaziano dalla droga, al sesso, alla magia, alla controcultura, alla numerologia, al discordianesimo, al libertarianismo e alla teoria del complotto degli Illuminati. La narrazione si sposta sovente dalla prima alla terza persona e si sviluppa su piani temporali diversi.
Ciascuno dei titoli dei tre volumi dell'opera fa riferimento a un simbolo ricorrente nella trilogia, ovvero la piramide con l'occhio (Part I: The Eye in the Pyramid), la mela dorata (Part II: The Golden Apple) e il Leviatano (Part III: The Leviathan). L'"occhio nella piramide" a cui fa riferimento il titolo del primo libro è l'Occhio della Provvidenza che nell'opera è usato come il simbolo degli Illuminati di Baviera; il secondo volume, "La mela dorata" allude invece alla mela d'oro della discordia presente nella mitologia greca: un simbolo utilizzato nel romanzo dai Discordianisti; "Leviathan", ovvero il terzo e ultimo capitolo, indica invece l'omonimo mostro biblico.

## Opere derivate
Nel 1976 l'attore e scrittore britannico Ken Campbell inscenò una trasposizione teatrale dell'opera che ricevette il plauso della critica.
Il gioco di carte Illuminati, pubblicato negli anni ottanta dalla Steve Jackson Games, è ispirato all'opera di Wilson e Shea. In esso i giocatori interpretano organizzazioni segrete che aspirano al dominio del mondo. In seguito al successo dei giochi di carte collezionabili produsse anche Illuminati: New World Order negli anni novanta.

## Impatto culturale
- Illuminatus! coniò la parola "fnord" e rese popolare il cosiddetto '"enigma del numero 23" che, secondo una credenza diffusa, porterebbe sfortuna.[9]
- Il noto hacker tedesco Karl Koch avrebbe ripreso il suo pseudonimo "Hagbard" da Hagbard Céline della trilogia. Durante la sua attività avrebbe scritto un "manifesto" dedicato "ad alcune teorie su Hagbard Celine e gli Illuminati".[10]
- Il gruppo musicale dei Justified Ancients of Mu Mu (poi rinominati The KLF) ha ripreso il nome da un'omonima organizzazione presente nell'opera.[1]